# Tricimba comoroensis
Tricimba comoroensis är en tvåvingeart som beskrevs av Curtis W. Sabrosky 1979. Tricimba comoroensis ingår i släktet Tricimba och familjen fritflugor. Inga underarter finns listade i Catalogue of Life.